# جيورجي دينيز
جيورجي دينيز (بالمجرية: Dénes György)‏ هو ممثل مجري، ولد في 2 يوليو 1898 في بودابست في المجر، وتوفي بنفس المكان في 14 أبريل 1962.

## وصلات خارجية
- جيورجي دينيز على موقع IMDb (الإنجليزية)
- جيورجي دينيز على موقع قاعدة بيانات الفيلم (الإنجليزية)